# Caryophyllia sarsiae
Caryophyllia sarsiae är en korallart som beskrevs av Zibrowius 1974. Caryophyllia sarsiae ingår i släktet Caryophyllia och familjen Caryophylliidae. Inga underarter finns listade i Catalogue of Life.